# Танюша-ЮЗГУ
Танюша-ЮЗГУ — группа российских студенческих космических спутников, относящихся к классу малых космических аппаратов, в частности наноспутников. Выполнен на платформе Кубсат.
Старт первой группы был произведён 16 июня 2017 года при помощи космического корабля «Прогресс МС-06».
Старт второй группы был произведён 13 февраля 2018 года при помощи космического корабля «Прогресс МС-08». Оба пуска производились с космодрома Байконур.
После того, как группы аппаратов были доставлены на МКС, они были выведены на рабочую орбиту в ручном режиме.
Первую группу аппаратов вывели на орбиту космонавты Сергей Рязанский и Фёдор Юрчихин 17 августа 2017 года, вторую группу аппаратов вывели космонавты Олег Артемьев и Сергей Прокопьев 15 августа 2018 года.

## Проектирование спутников
Спутник Танюша-ЮЗГУ был создан с целью проектирования и проверки в реальных рабочих условиях инженерных решений и алгоритмов производства, а также алгоритмов работы наладки каналов связи и обмена данными группировки МКА (малые космические аппараты) между собой и с наземными объектами.
В состав программы входили четыре аппарата, которые были запущены в космос в два запуска — в первом стартовали Танюша-ЮЗГУ-1 и Танюша ЮЗГУ-2 с позывными RS6S и RS7S, во втором Танюша-ЮЗГУ-3 и Танюша-ЮЗГУ-4 с позывными RS8S и RS9S.
Все аппараты были изготовлены на платформе CubeSat 3U.
Проектные работы производились на базе ЮЗГУ.
В Москве на ВДНХ в центре «Космонавтика и авиация» была создана постоянная экспозиция ЮЗГУ, в которой, в том числе, представлены действующие модели всех четырёх направленных в космос аппаратов серии Танюша-ЮЗГУ.
Осенью 2019 года ЮЗГУ представил спутники серии Танюша-ЮЗГУ на европейской выставке-ярмарке (Идеи-Инновации-Новые разработки), которая проходила в немецком городе Нюрнберге.

## Описание
Корпуса всех спутников проекта были изготовлены при помощи 3D-принтера, имели одинаковые размеры 30×10×10 см.
Масса каждого аппарата составила около 5 килограмм.
Особенностью спутников Танюша-ЮЗГУ стало то, что программное обеспечение позволяло изменять их полётное задание непосредственно во время работы командами с Земли в реальном времени.
Данные телеметрических систем всех четырёх спутников передавались параллельно с голосовыми сообщениями. Помимо основных рабочих данных, спутники транслировали на Землю приветствие на четырёх языках — русском, английском, китайском и испанском.